# Musée d'archéologie de Batouryn
Le musée d'archéologie de Batouryn (en ukrainien Музей археології Батурина) se situe dans la capitale de l'Hetmanat à Batouryn en Ukraine.

## Histoire
Le musée se trouve dans le complexe de 1904 comprenant l'école et l'église paroissiale. Le musée a été inauguré le 22 janvier 2009, jour de la réunification, par le président Viktor Iouchtchenko.

## En images

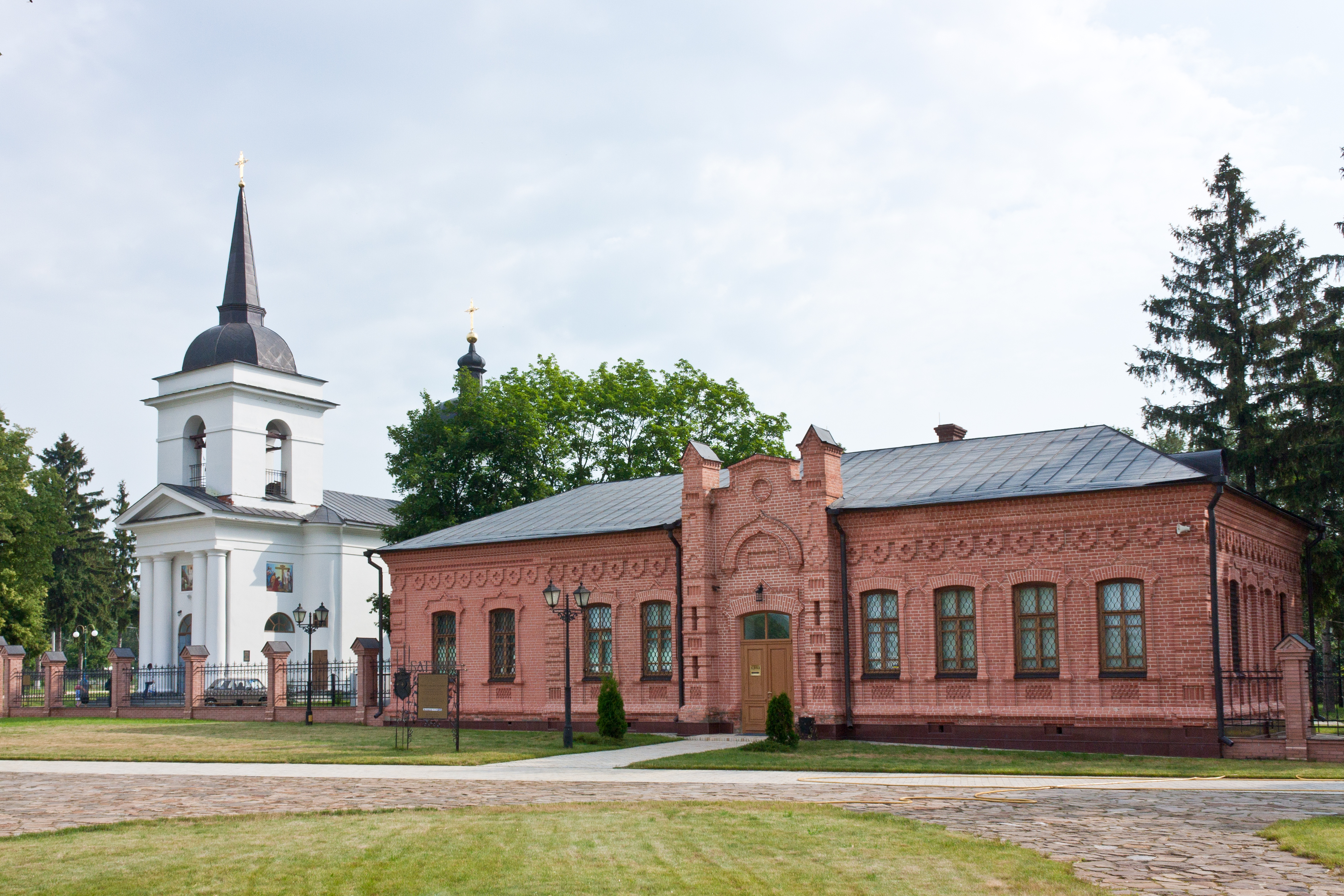
Le musée et l'église.
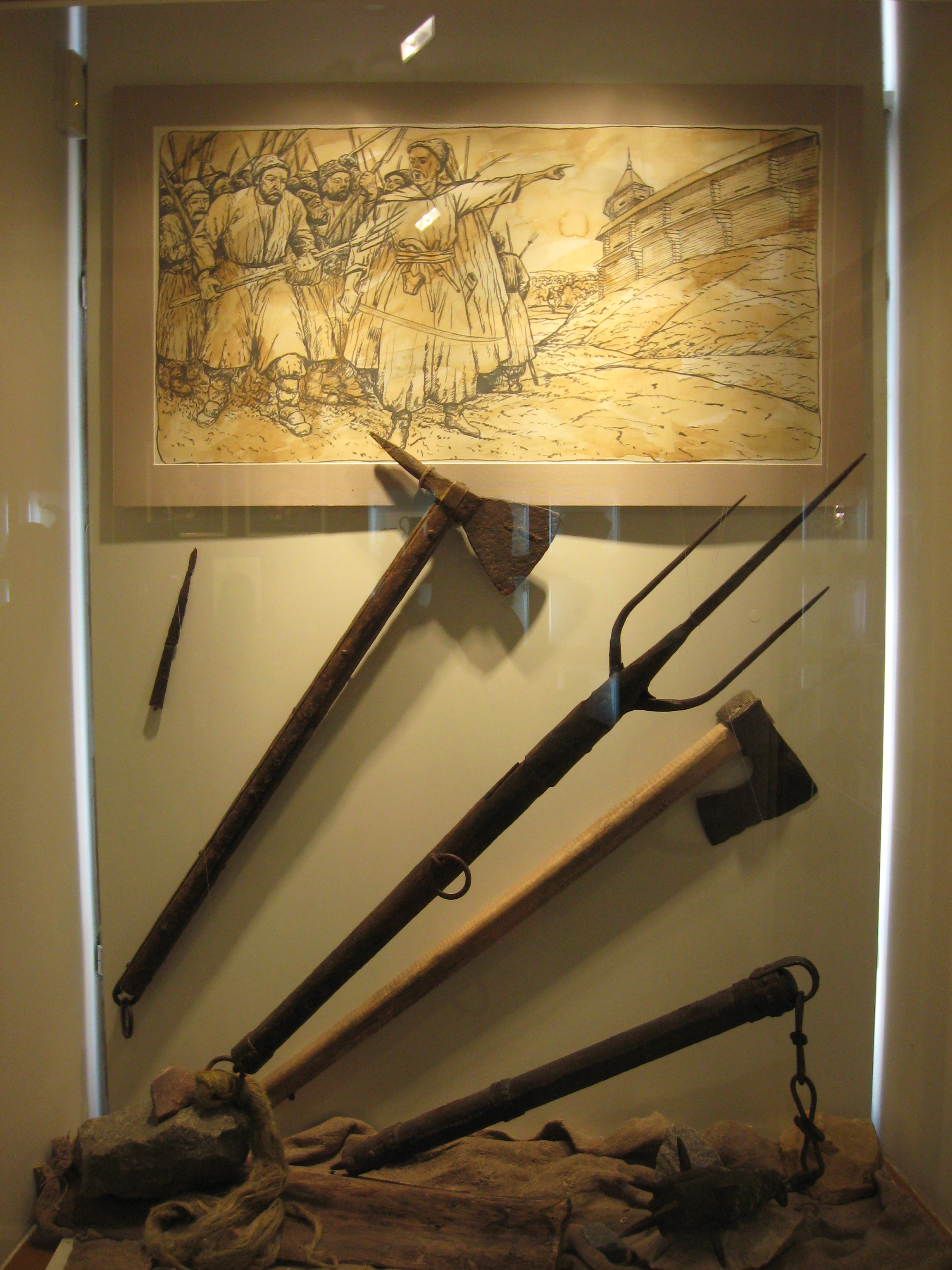
Armes d'hast,
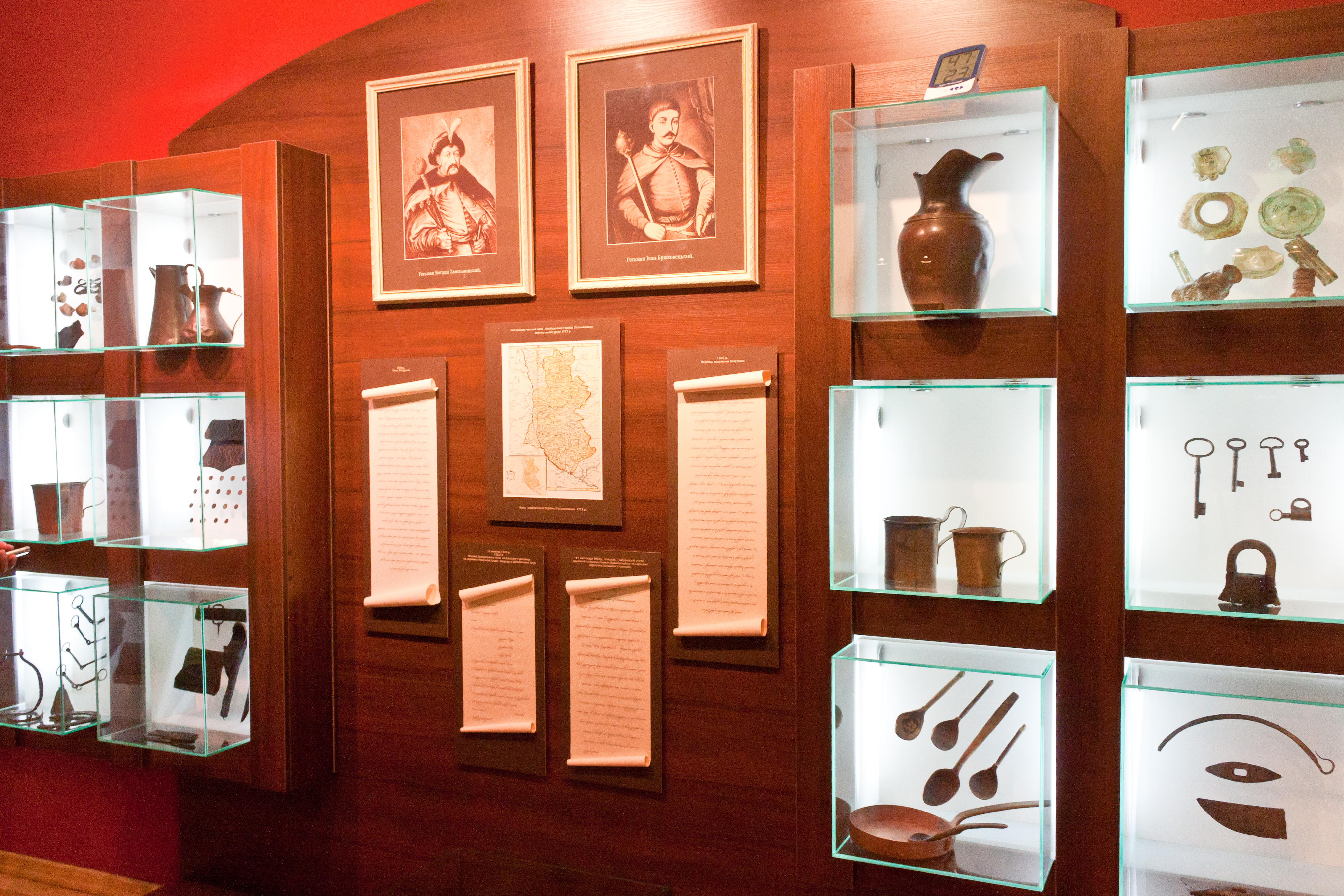
salle
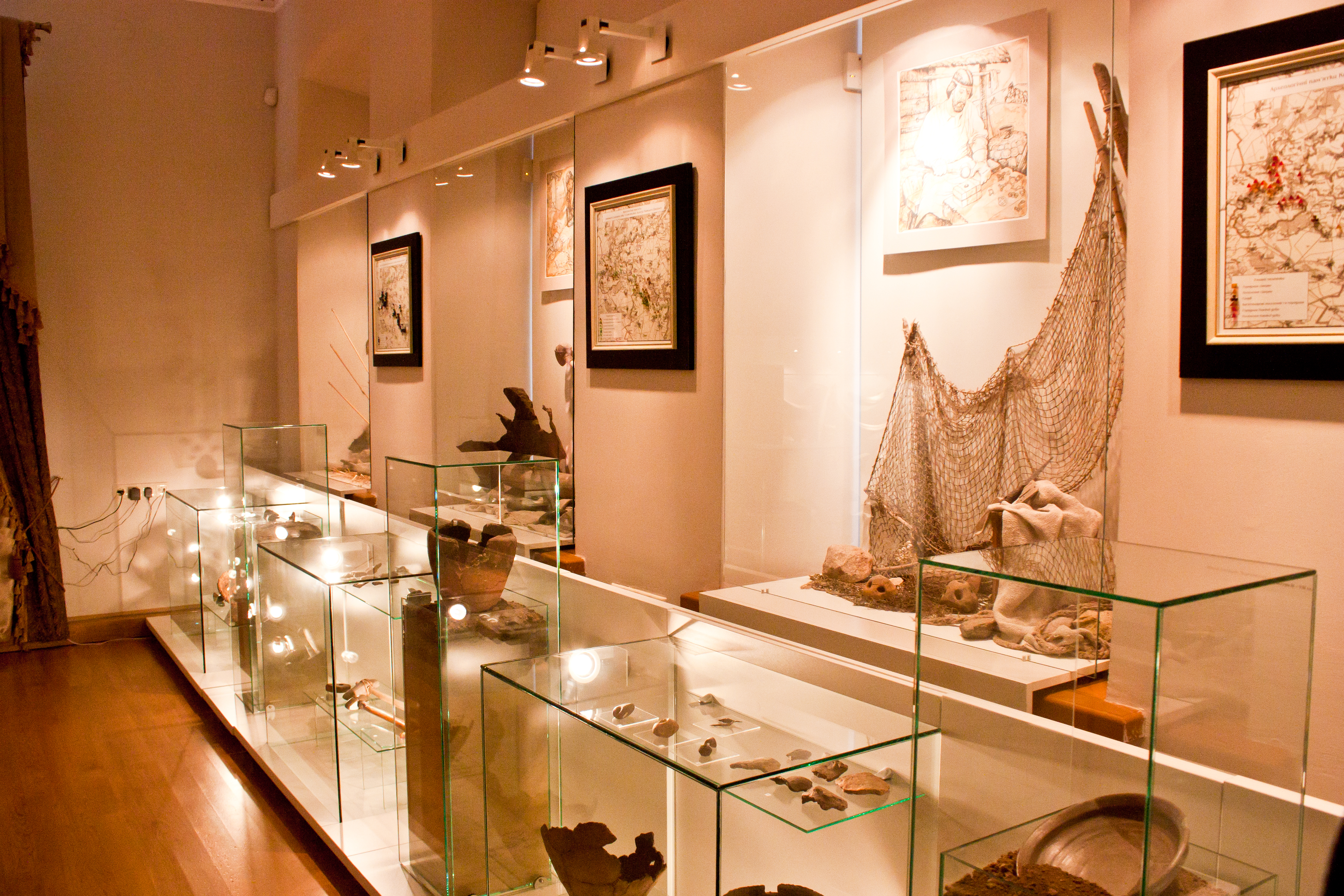
d'exposition.